# Mitomania

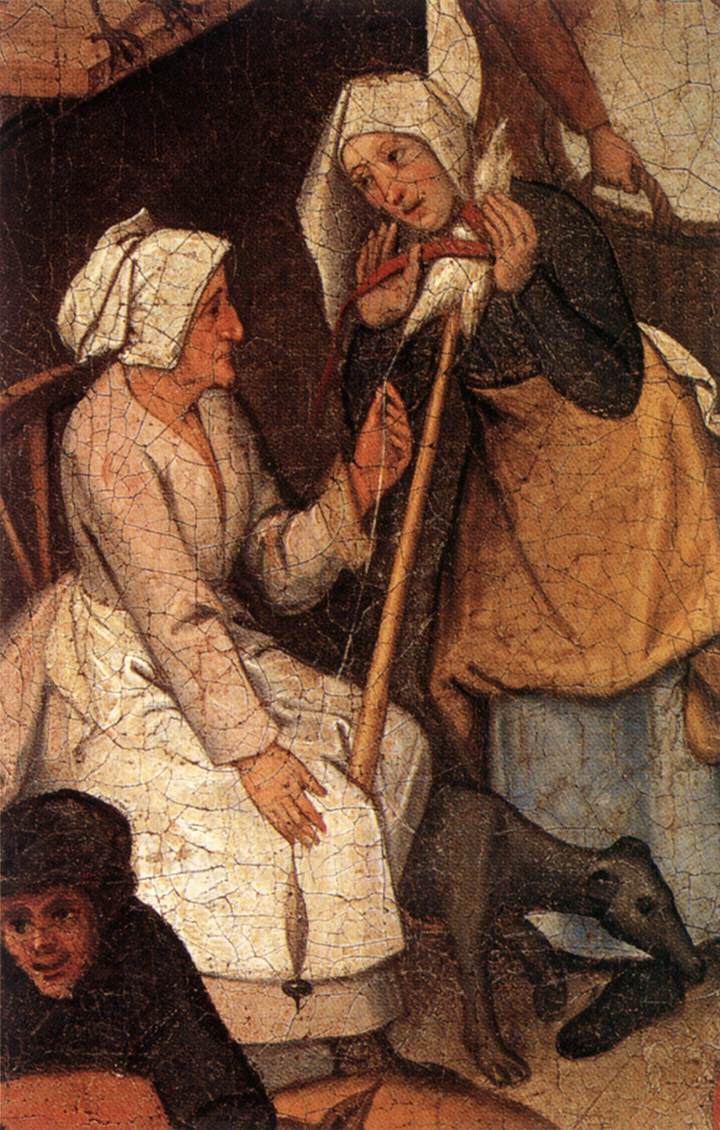
O mentir patológico costuma começar por volta dos 16 anos e em igual proporção entre homens e mulheres.

Mitomania, também conhecida como mentira patológica ou pseudologia fantástica, é um comportamento crônico caracterizado pela tendência habitual ou compulsiva de mentir. Envolve um padrão generalizado de fazer declarações falsas intencionalmente com o objetivo de enganar outras pessoas, às vezes sem uma razão clara ou aparente, ou mesmo se a verdade for benéfica para o mentiroso. Indivíduos mitomaníacos muitas vezes afirmam não ter consciência das motivações por trás de suas mentiras.
Na psicologia e na psiquiatria, há um debate contínuo sobre se a mentira patológica deve ser classificada como um transtorno distinto ou vista como um sintoma de outras condições subjacentes. A falta de uma descrição amplamente aceita ou de critérios diagnósticos para a mitomania contribuiu para a controvérsia em torno de sua definição. No entanto, têm sido feitos esforços para estabelecer critérios diagnósticos baseados em dados de investigação e avaliação, alinhados com o Manual Diagnóstico e Estatístico de Transtornos Mentais (DSM). Várias teorias foram propostas para explicar as causas da mentira patológica, incluindo o estresse, uma tentativa de mudar o lócus de controle para um interno e questões relacionadas à baixa autoestima. Alguns pesquisadores sugeriram um modelo de desenvolvimento biopsicossocial para explicar esse conceito. Embora as teorias tenham explorado as causas potenciais, os fatores precisos que contribuem para a mentira patológica ainda não foram determinados.
O fenômeno foi descrito pela primeira vez na literatura especializada em 1890 por G. Stanley Hall e em 1891 por Anton Delbrück.

## Sintomas
Os principais sintomas são:
- As histórias contadas não são totalmente improváveis e muitas vezes têm algum elemento de verdade. Elas não são uma manifestação de delírio ou de algum tipo de psicose mais amplo: quando confrontado, o contador pode admitir que elas são falsas, mesmo que a contragosto.
- A tendência de contar mentiras é duradoura, não sendo provocada apenas por situação imediata ou pressão social, sendo uma característica natural da personalidade.
- A motivação definitivamente emocional (medo, vergonha, desejo por aprovação), sem benefícios externos óbvios (como vender produtos, manter um relacionamento ou escapar impune de um crime).
- As mentiras tendem a apresentar o mentiroso favoravelmente. Por exemplo, a pessoa pode ser apresentada como sendo fantasticamente corajosa, muito esperta, feliz, bem sucedida ou bem relacionada com pessoas famosas.

## Tratamento
O tratamento mais eficiente é a associação do tratamento psiquiátrico para tratar sintomas depressivos e ansiosos com um acompanhamento psicoterapêutico que vise a reflexão sobre os próprios comportamentos, o desenvolvimento de mais autocontrole, o aumento da autoestima e permita um treinamento do comportamento de dizer a verdade. Sem confiança, geralmente os relacionamentos sociais são muito prejudicados e o maior desafio da terapia é formar uma relação de confiança, conforto e intimidade com o mitomaníaco.